# گورستان کورنگ
قبرستان کورنگ مربوط به سده‌های میانه تا سده‌های متاخر دوران‌های تاریخی پس از اسلام است و در شهرستان کنارک، بخش زرآباد، دهستان غربی، ۴۰ کیلومتری شمال غرب روستای جوزدر واقع شده و این اثر در تاریخ ۲۶ اسفند ۱۳۸۷ با شمارهٔ ثبت ۲۵۸۷۰ به‌عنوان یکی از آثار ملی ایران به ثبت رسیده است.